# Бонг

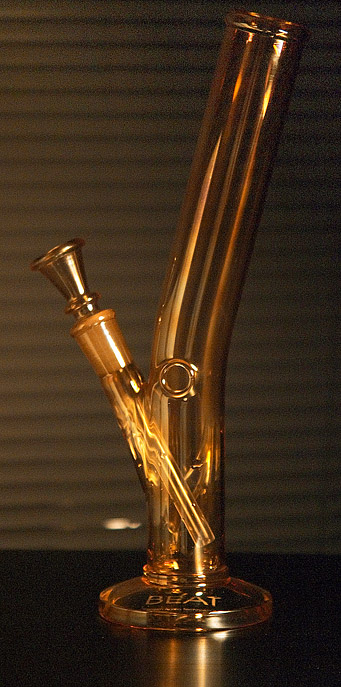
Стеклянный бонг

Бонг (от тайского บ้อง [bɔːŋ] — бамбуковая трубка, также водяная трубка, бульбулятор) — устройство для курения конопли и табака. Как правило, представляет собой небольшой сосуд, частично заполненный водой, с конусообразным отсеком для тления растительного материала. Бонг курят через горлышко сосуда, при этом вдыхаемый дым проходит через воду и частично охлаждается. Популярность бонгов среди курильщиков конопли связана с тем, что данный способ курения обеспечивает попадание в лёгкие курильщика большей дозы тетрагидроканнабинола, чем при использовании сигарет (джойнтов) и курительных трубок, отчего достигается более сильный наркотический эффект. При этом также возрастает поступление в лёгкие смол и других вредных веществ. Законодательством большинства штатов США бонги рассматривались как приспособления, используемые для употребления наркотиков, поэтому их хранение и продажа запрещены. 

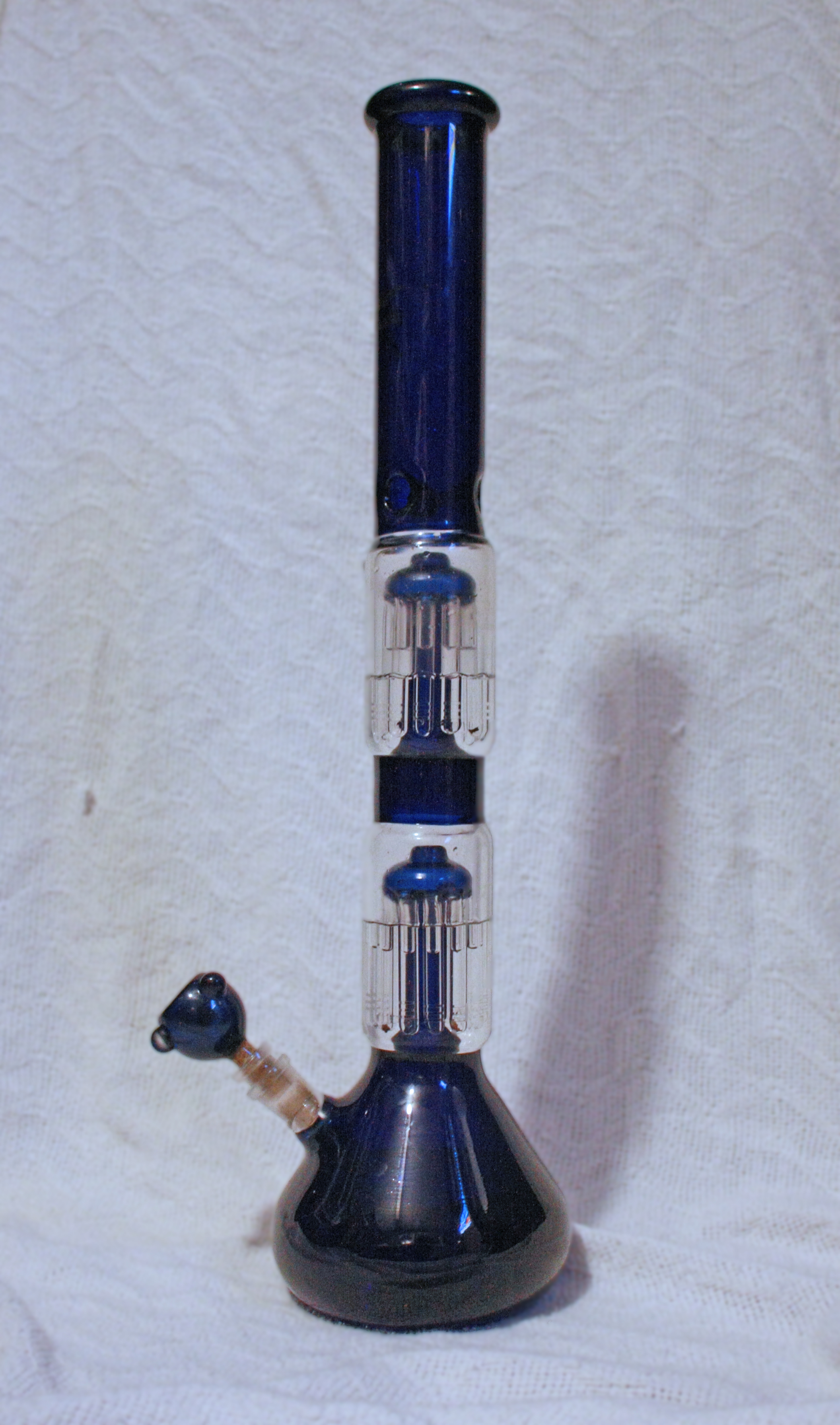

## История появления
На раскопках в Эфиопских пещерах  в Африке учёными были найдены курительные трубки, датированные XI—XIV веками. В них были обнаружены остатки различных курительных трав и, по одной из гипотез, именно эти трубки стали одними из тех, с которых и началась история развития бонга.